# Zeka Laplaine
Zeka Laplaine, a veces acreditado como José Laplaine, es un director y actor de la República Democrática del Congo.

## Biografía
Laplaine nació en Ilebo en 1960, hijo de padre portugués y madre congoleña. Se trasladó a Europa cuando tenía 18 años.

## Carrera
Su primer cortometraje fue Le Clandestin,  el que escribió, dirigió y actuó (interpretando a un policía a cargo de un muelle de contenedores en Lisboa) en 1996. Una producción francesa ambientada en Portugal,  examina la emigración africana y cuestiona el sueño de Europa como un "paraíso del norte" para los inmigrantes. Laplaine es miembro de la "Guilde Africaine des Realisateurs et Producteurs" de Francia.
Su cortometraje de 1996 Le Clandestin se presentó en el Festival Internacional de Cine Amakula de 2010 en Uganda. Interpretó a un vaquero junto a Danny Glover en Death in Timbuktu, una película dentro de una película de la ganadora del Premio de Cine del Consejo de Europa, Bamako.

## Filmografía
| Año  | Película            | Trama |
| ---- | ------------------- | --- |
| 1996 | Le Clandestin       | Un joven africano salta de un contenedor en el puerto de Lisboa. Al intentar encontrarse con su primo en la ciudad, es perseguido por un policía. No consigue encontrar a su primo y finalmente decide regresar a África.                                                                                                |
| 1996 | Macadam Tribu       | Ambientada en Kinsasa, la película muestra la formación de "comunidades no autorizadas" dentro de la ciudad oficial y la lucha de los personajes por sobrevivir. Un proyecto comunitario — una producción teatral sobre la rebelión popular — proporciona el telón de fondo de la caída del presidente Mobutu Sese Seko. |
| 2001 | París: XY           | |
| 2003 | Le Jardin de Papa   | Una pareja francesa de luna de miel en Dakar. |
| 2006 | Palacio de Kinshasa | |
| 2007 | Le Lac Sacré        | |

### Como actor
| Año  | Película                          | Papel    |
| ---- | --------------------------------- | -------- |
| 1996 | Le Clandestin                     | Policía. |
| 1996 | Terra Estrangeira                 | Loli     |
| 2001 | París: XY                         | Max.     |
| 2006 | Bamako de Abderrahmane Sissako    | Vaquero. |
| 2007 | Teranga Blues de Moussa Sene Absa | Zéka.    |